# Todd Graff

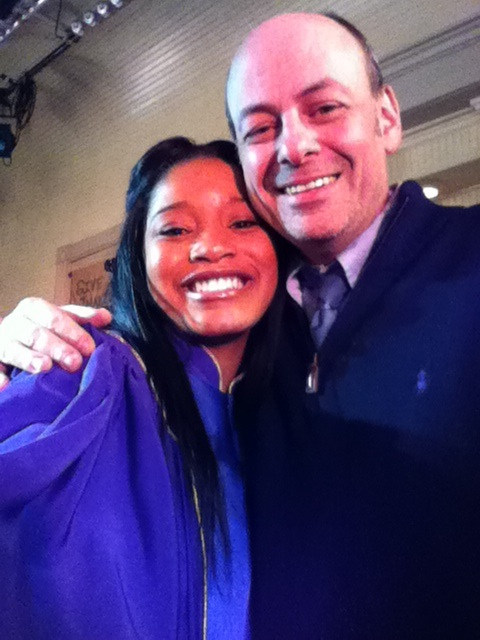
Todd Graff met Keke Palmer

Todd Graff (22 oktober 1959) is een Amerikaans acteur, schrijver, regisseur en producent.
Hij werd genomineerd voor een Tony Award voor zijn vertolking van Danny in de Baby Broadway in 1984.
In 2009 schreef en regisseerde hij de film Bandslam. In 2012 schreef en regisseerde hij de film Joyful Noise.

## Schrijver
- Joyful Noise (2012)[1][2][3]
- Bandslam (2009)[4][5]
- Camp (2003)[6][7]
- The Bautician and the Beast (1997)
- Angie (1994)[8][9][10]
- The Vanishing (2009)[11][12]
- Fly by Night (1993)
- Used People (1992)

## Regisseur
- Joyful Noise (2012)[13]
- Bandslam  (2009)[14]
- Camp (2003)[15]

- Bibsys: 5094097
- Biblioteca Nacional de España: XX873843
- Bibliothèque nationale de France: cb14102616d (data)
- Gemeinsame Normdatei: 139924582
- International Standard Name Identifier: 0000 0001 1271 2492
- Library of Congress Control Number: n85121073
- MusicBrainz: a6123a22-e661-45a4-a1d9-a0470d765078
- Bibliotheek van het Japanse parlement: 00467420
- Nationale Bibliotheek van Tsjechië: osd2013778704
- Nationale Bibliotheek van Israël: 987007437849105171
- Nederlandse Thesaurus van Auteursnamen: 267801750
- Virtual International Authority File: 37123213
- WorldCat: E39PBJrWCDVyQ3CyYGyVh7RR8C